# Verwaltungsgemeinschaft Baiersdorf
Die Verwaltungsgemeinschaft Baiersdorf im mittelfränkischen Landkreis Erlangen-Höchstadt wurde im Zuge der Gemeindegebietsreform am 1. Mai 1978 gegründet und zum 1. Januar 1980 bereits wieder aufgelöst.
Der Verwaltungsgemeinschaft hatten die Stadt Baiersdorf und die Gemeinde Möhrendorf angehört.